# سراج الدين جمل الليل
توانكو السيد سراج الدين جمل الليل (1362 هـ/ 1943 م) قائد عسكري وسياسي ماليزي والسلطان الحالي لولاية برليس الماليزية، والذي قد حكم دولة ماليزيا في الفترة ما بين 2001 إلى 2006، ويعد بذلك الملك الثاني عشر لماليزيا.

## نسبه
سراج الدين بن هارون بوترا بن حسن بن محمود بن صافي بن علوي بن أحمد بن حسين بن هارون بن أحمد بن حسين بن عبد الله بن عقيل القدري بن عبد الله باحسن بن محمد المغروم بن سالم بن أحمد بن عبد الرحمن بن علي بن محمد جمل الليل بن حسن المعلم بن محمد أسد الله بن حسن الترابي بن علي بن الفقيه المقدم محمد بن علي بن محمد صاحب مرباط بن علي خالع قسم بن علوي بن محمد بن علوي بن عبيد الله بن أحمد المهاجر بن عيسى بن محمد النقيب بن علي العريضي بن جعفر الصادق بن محمد الباقر بن علي زين العابدين بن الحسين السبط بن الإمام علي بن أبي طالب، والإمام علي زوج فاطمة بنت محمد ﷺ.
فهو الحفيد 40 لرسول الله محمد ﷺ في سلسلة نسبه.

## مولده ونشأته
ولد بمدينة أراو عاصمة ولاية برليس في السابع عشر من شهر مايو سنة 1943، ووالده هارون بن حسن جمل الليل المعروف بـ «السيد بوترا» الذي كان الملك الثالث لدولة ماليزيا. ابتدأ سراج الدين تعليمه الأساسي بمسقط رأسه، ثم انتقل إلى ولاية بينانق لإكمال دراسته، ومنها ذهب إلى إنجلترا للدراسة لمدة أربع سنوات حتى تخرج عام 1963. ثم التحق بأكاديمية ساندهيرست العسكرية الملكية للتدريب العسكري.

## خدمته العسكرية
وبعد عودته من إنجلترا انضم إلى الخدمة العسكرية بوزارة الدفاع الماليزية، وعين برتبة ملازم. وفي عام 1966 تم نقله إلى ولاية صباح شرق البلاد، ثم إلى ولاية سرواك عام 1967، وبعدها تمت ترقيته إلى رتبة ملازم أول. ثم انتقل للخدمة في ولاية فهغ حتى استقال عام 1969، وعاد إلى برليس.
وسرعان ما عاد إلى الخدمة العسكرية في عام 1970، والتحق بالقوات المسلحة برتبة نقيب، وتمت ترقيته فيما بعد لرتبة رائد عام 1972. ثم تولى قيادة إحدى فرق قوات الاحتياط العسكرية برتبة عقيد.

## توليه ولاية برليس
تم تعيينه وليًا للعهد في عام 1960 عندما كان طالبًا، واستمر في هذا المنصب إلى يوم وفاة والده السلطان هارون بوترا سلطان ولاية برليس، حيث تم تنصيبه في اليوم التالي سلطانًا للولاية في السابع عشر من شهر أبريل سنة 2000، ليصبح بذلك السلطان السابع لولاية برليس.

## توليه ملك ماليزيا
كان السلطان صلاح الدين بن عبد العزيز شاه سلطان ولاية سلاغور ملكًا للبلاد، وكان من المتوقع أن تنتهي فترة حكمه في عام 2004، ولكنه توفي في عام 2001، فتم انتخاب السلطان سراج الدين ليكون الملك الثاني عشر لماليزيا في الثالث عشر من شهر ديسمبر سنة 2001. وانتهت فترة حكمه في الثاني عشر من شهر ديسمبر سنة 2006.

## أعماله
لديه مساهمات في التنمية الاجتماعية مع شعبه من خلال مختلف المجالات، ويرأس العديد من المنظمات الاجتماعية. واهتم كثيرًا بالتعليم، فقد أنشأ مؤسسة توانكو السيد بوترا عام 1986؛ ليتمكن الطلاب من مواصلة دراساتهم محليًا وخارجيًا.
بالإضافة إلى مشاركته في الشؤون الدينية عندما كان رئيسًا للمجلس الإسلامي بولاية برليس في عهد السلطان هارون بوترا، واتصاله الدائم بالقادة الدينيين في برليس من أجل القضايا الدينية للدولة.